# Fútbol Club Pinar del Río
El Fútbol Club Pinar del Río és un club cubà de futbol de la ciutat de San Cristóbal, a la província de Pinar del Río.
Els seus colors són el verd i el groc.

## Palmarès
- Lliga cubana de futbol:[2]
  - 1987, 1989, 1990, 1992, 1995, 2000, 2006

## Futbolistes destacats
- Reinier Alcántara Núñez
- Osvaldo Alonso